# Winnie Sorgdrager
Winnifred (Winnie) Sorgdrager (ur. 6 kwietnia 1948 w Hadze) – holenderska polityk i prawniczka, w latach 1994–1998 minister sprawiedliwości.

## Życiorys
Ukończyła szkołę średnią w Arnhem. Studiowała medycynę na Uniwersytecie w Lejdzie, a w 1971 została absolwentką prawa na Uniwersytecie w Groningen. W latach 70. pracowała w administracji Technische Hogeschool Twente w Enschede. Następnie wykonywała zawody prawnicze. W 1991 została prokuratorem generalnym w Arnhem, a w 1994 prokuratorem generalnym w Hadze.
Zaangażowała się również w działalność polityczną Na przełomie lat 60. i 70. należała do Demokratów 66, a od 1973 do 1983 do Partii Ludowej na rzecz Wolności i Demokracji. W 1994 ponownie została członkinią Demokratów 66. W sierpniu 1994 z rekomendacji tego ugrupowania objęła urząd ministra sprawiedliwości w pierwszym rządzie Wima Koka. Sprawowała go do sierpnia 1998. W 1999 przez kilka miesięcy była członkinią Eerste Kamer. W latach 2000–2006 przewodniczyła Raad voor Cultuur, rządowej radzie doradczej do spraw kultury, sztuki i mediów. W 2006 została członkinią Rady Stanu, instytucji konsultującej projekty aktów prawnych.
Odznaczona Orderem Oranje-Nassau klasy IV (1998).